# 遊・わーく・ウィークリー
遊・わ〜く・ウィークリー（ゆうわ〜くウィークリー）は、ラジオ関西で放送されていた帯番組である。1989年10月放送開始、2018年10月31日で放送終了。提供は連帯ユニオン・ユニオン共済（ただし、一時期スポンサーを降りていた時期あり）。最末期はスポンサーなし。

## 放送時間
- 毎週月曜日～金曜日　午前11時45分 - 12時。

## 曜日コーナー
- 月曜－月曜 おしゃべりランチ
- 火曜－火曜 KYOHEY通信
- 水曜－水曜 ゲストルーム
- 木曜－木曜はアナタを応援！キラキラ☆エール
- 金曜－金曜 わくわく情報局

## 歴代パーソナリティ
- 初代 - ミス花子（1989年10月 - ）
- 二代目 - トミー（1992年4月又は10月 - ）
- 三代目 - 旭堂小南陵（のちの四代目旭堂南陵）（1993年4月又は10月 - ）
- 四代目 - はな寛太（1995年4月 -  ）
- 五代目 - 森脇健児（2004年頃 - ）
- 現在 - クマガイタツロウ（ワタナベフラワー）（2016年頃 - 放送終了まで）

（注：番組公式サイトによると、現在のパーソナリティは七代目。前任は森脇健児なので、初代以降前任までの間に抜けがある模様）

## その他の出演者
- 廣川陽子（アシスタント、月・火・水、2015年4月 - ）
- 田中けいこ（アシスタント、木・金）
- KYOHEY
- 桂福丸（ご意見番、木・金）

過去
- 金田美穂（アシスタント、1992年頃 - 1993年頃）
- あすか恵美（アシスタント、1993年頃 - 1998年頃）
- 水谷美希（アシスタント、1994年頃）
- 藤井日菜子（アシスタント、2012年10月 - 2015年3月）